# Кіта-Сіобара

37°39′21″ пн. ш. 139°56′16″ сх. д. / 37.65583° пн. ш. 139.93778° сх. д.
Кіта́-Сіоба́ра (яп. 北塩原村, きたしおばらむら, МФА: [ki̥ta ɕi.obaɾa muɾa]) — село в Японії, в повіті Яма префектури Фукусіма. Станом на 1 жовтня 2008 площа села становила 233,94 км². Станом на 1 січня 2009 населення села становило 3444 осіб.